# Sana Mir
Sana Mir (* 5. Januar 1986 in Abbottabad, Pakistan) ist eine ehemalige pakistanische Cricketspielerin, die zwischen 2005 und 2019 für die pakistanische Nationalmannschaft spielte und dabei von 2009 bis 2017 ihr Kapitän war.

## Kindheit und Ausbildung
Mir, als Tochter eines Armeeangehörigen, wuchs in verschiedenen Städten Pakistans auf. Geboren in Abbottabad, absolvierte sie ihre frühe Schulbildung in Rawalpindi und Gujranwala. Die weitere Schulausbildung erfolgte in Taxila, bevor sie nach Karachi zog, wo sie ihr Studium an der National University of Sciences & Technology als Ingenieurin absolvierte. Nach dessen Abschluss zog sie nach Lahore. Da für Frauen in Schulen und Universitäten kein Cricket vorgesehen war, erlernte sie die Sportart beim Spielen auf der Straße. Während des Studiums entschied sie sich nach Unterstützung ihres Vaters für eine Cricket-Karriere.

## Aktive Karriere

### Aufstieg zur Kapitänin
Im nationalen Cricket startete sie ihre Karriere für Zarai Taraqiati Bank Limited (ZBTL) im Jahr 2003. Ihr internationales Debüt absolvierte sie beim Women’s Asia Cup 2005/06, konnte aber zunächst nicht viel Einfluss nehmen. Ein Jahr später, konnte sie ihren nächsten Einsatz beim Women’s Asia Cup 2006 absolvieren. Dort erzielte sie gegen Indien 3 Wickets für 37 Runs. In den folgenden Jahren konnte sie sich im Team etablieren, auch wenn sie nicht herausragte. So war sie unter anderem Teil des Teams, das beim Women’s Cricket World Cup 2009 spielte. Im Mai 2009 auf der Tour in Irland konnte die zunächst in der WODI-Serie 4 Wickets für 10 Runs erreichen. In der folgenden WTwenty20-Serie absolvierten sie und das Team ihr Debüt in dieser Spielform und sie wurde als Kapitänin aufgestellt. In ihrem zweiten Spiel erzielte sie 4 Wickets für 13 Runs, wofür sie als Spielerin des Spiels ausgezeichnet wurde. Als Kapitänin führte sie das Team zum ICC Women’s World Twenty20 2009, verlor dort jedoch alle Vorrundenspiele.

### Erste Erfolge als Kapitänin
Bei der ICC Women’s Cricket Challenge 2010 konnte sie gegen die Niederlande ihr einziges 5-for ihrer Karriere erzielen, als sie 5 Wickets für 32 Runs erzielte. Auch führte sie das Team bei den Asienspielen an, die sie gewinnen konnten. Im September 2011 konnte sie bei der Tour in den West Indies sowohl in den WODIs (3/17), als auch den WTwenty20s (3/11) jeweils einmal 3 Wickets erzielen. Beim daran anschließenden Women’s Cricket World Cup Qualifier 2011 verpasste sie mit jeweils 49 Runs gegen die West Indies und im entscheidenden Spiel gegen die Niederlande zwei Mal knapp das Half-Century, konnte aber das Team zur Endrunde führen.
Im August 2012 reiste sie mit dem Team nach Europa und bestritt dort unter anderem Spiele gegen Irland und Bangladesch. Gegen Bangladesch konnte sie in einem WODI 4 Wickets für 33 Runs erreichen und wurde dafür als Spielerin des Spiels ausgezeichnet. In den Twenty020s, die als Drei-Nationen-Turnier ausgestaltet wurden, konnte sie gegen beide Mannschaften jeweils 3 Wickets erzielen (3/13 gegen Irland und 3/16 gegen Bangladesch). Beim Women’s Twenty20 Asia Cup 2012 erreichte sie bei der Finalniederlage gegen Indien 4 Wickets für 13 Runs. Im Jahr 2013 gewann sie mit Zarai Taraqiati Bank Limited die achte nationale Meisterschaft unter ihr als Kapitänin und schaffte dies zu diesem Zeitpunkt sechs Mal in Folge. Beim Women’s Cricket World Cup 2013 verlor sie mit dem Team alle Spiele und konnte selbst nicht herausragen.

### Aufstieg in die Weltspitze
Das Jahr 2014 begann mit einem Drei-Nationen-Turnier in Katar, bei dem sie gegen Irland 3 Wickets für 11 Runs erzielte. Es folgte eine Tour nach Bangladesch, wobei ihr 4 Wickets für 26 Runs gelangen und sie als Spielerin des Spiels ausgezeichnet wurde. Auf der Tour nach Australien konnte sie in den WODIs gleich zwei mal 3 Wickets erzielen (3/27 und 3/44). Bei den in Incheon ausgetragenen Asienspielen führte sie das Team erneut zur Goldmedaille. Zu Beginn des Jahres 2015 konnte sie bei der Tour gegen Sri Lanka mit 51* Runs ihr erstes Half-Century erzielen. Im zweiten Spiel der WTwenty20-Serie der Tour konnte sie neben 4 Wickets für 14 Runs auch 48* Runs am Schlag erzielen und wurde als Spielerin des Spiels ausgezeichnet. Im März 2015 erzielte sie gegen Südafrika ein Fifty über 52 Runs. Im November 2015 wurde sie wieder als Spielerin des Spiels auf der Tour in den West Indies ausgezeichnet, als sie 4 Wickets für 14 Runs erreichte. In der verbliebenen Saison konnte sie dann nicht mehr herausragen.

### Verlust der Kapitänsrolle und Rücktritt
Es sollte bis zum November 2016 dauern, bis sie mit 3 Wickets für 5 Runs gegen Bangladesch beim Women’s Twenty20 Asia Cup 2016 wieder herausstach. Im Sommer 2017 folgte der Women’s Cricket World Cup 2017 in England. Dabei konnte sie gegen Australien 3 Wickets für 49 Runs und 45 Runs am Schlag erzielen und im folgenden Spiel gegen Neuseeland ein Fifty über 50 Runs. Allerdings verlor das pakistanische Teams alle Spiele der Vorrunde und so wurde sie nach dem Turnier von ihrer Kapitänsrolle entbunden.
In der Folge wurde sie im Jahr 2018 zur besten WODI-Bowlerin der Welt. Im Oktober 2017 erzielte sie auf der Tour gegen Neuseeland im ersten WODI 3 Wickets für 33 Runs und im dritten WODI 4 Wickets für 25 Runs. Letzteres brachte ihr dei Auszeichnung als Spielerin des Spiels ein und sicherte den ersten Sieg gegen Neuseeland überhaupt. Im März 2018 erreichte sie in der WODI-Serie in Sri Lanka zwei Mal 4 Wickets (4/32 und 4/27) Auf der Tour gegen Australien im Oktober 2018 konnte sie zwei mal 3 Wickets erzielen (3/26 und 3/53). Bei der ICC Women’s World Twenty20 2018 konnte sie beim Ausscheiden in der Vorrunde nicht herausragen.
Im Mai 2019 auf der Tour in Südafrika konnte sie in den WODIs 4 Wickets für 11 Runs und in den WTwenty20s 3 Wickets für 14 Runs erzielen, wobei ersteres zur Auszeichnung als Spielerin des Spiels führte. Bei der Tour gegen Bangladesch konnte sie im ersten WODI noch einmal 3 Wickets für 49 Runs erreichen. Dennoch wurden ihre Leistungen zu diesem Zeitpunkt nicht als ausreichend betrachtet und so wurde sie nicht für den ICC Women’s T20 World Cup 2020 nominiert. Daraufhin erklärte sie im April ihren Rücktritt vom internationalen Cricket.

## Auszeichnungen
Im Jahr 2013 wurde sie mit dem Tamgha-e-Imtiaz ausgezeichnet.